# Ký sinh trùng (tạp chí)
Tạp chí Ký sinh trùng là một tạp chí khoa học có tên chính thức là Annals of Parasitology (trước đây là Wiadomości Parazytologiczne). Tạp chí là nơi xuất bản các nghiên cứu liên quan đến các lĩnh vực ký sinh trùng học. Tạp chí xuất bản 1 năm bốn số và bằng ngôn ngữ tiếng Anh.

## Mã số xuất bản[3]
- eISSN 2300-6706 (Bản điện tử)
- ISSN 2299-0631 (Bản in)
- Nhà xuất bản: Hiệp hội ký sinh trùng Ba Lan (Polskie Towarzystwo Parazytologiczne[4])

## Chỉ số ảnh hưởng[3]
- Tạp chí nằm trong danh mục tạp chí SCIE: Q3
- Chỉ số ảnh hưởng (Impact Factor-IF): 0.62
- Xếp hạng Tạp chí SCImago (SJR): 0.37
- Ngoài ra các bài báo trên tạp chí đều được lưu trữ trong các danh mục sau:

1. AGRO
2. Biological Abstracts
3. BIOSIS PREVIEWS
4. CAB International
5. DOAJ
6. MEDLINE/PubMed
7. Index Copernicus
8. EBSCO
9. Google Scholar
10. Helminthological Abstracts
11. SCOPUS
12. Thomson Reuters Master Journal List
13. Zoological Record.

## Ban biên tập[1]
Tổng biên tập: Anna Rocka
Phó Tổng biên tập: Joanna Błaszkowska
Trợ lý biên tập: Piotr Nowosad, Ruslan Salamatin.